# 小倉茂徳
小倉 茂徳（おぐら しげのり、1962年6月21日 - 2025年5月14日）は、日本のモータースポーツジャーナリスト。
アメリカの自動車技術者協会、SAE Internationalのスタッフ（技術書籍編集部）。
F1等のファンからはオグたんの愛称で知られた。機械工学的な仕組みや空気力学などについての興味の中で鉄道のメカニズムにも興味があり、SUPER BELL"Zの野月貴弘と親交がある。

## プロフィール
東京都出身。1986年に早稲田大学第二文学部英文学専修を卒業。
1987年から2シーズン、第2期参戦中のホンダF1チームの広報担当としてグランプリに帯同。その後、モータージャーナリストとしてソニー・マガジンズ月刊誌『F1グランプリ特集』にて「F1商品学」「F1デザイナー列伝」など、グランプリを深く洞察する連載を執筆。
1998年よりSAEのスタッフとなり、同協会の発行する書籍関連や、学生を対象とした自作レーシング競技、フォーミュラSAE（日本では全日本学生フォーミュラ大会として開催）等に携わる。
2003年よりフジテレビ721（現フジテレビTWO）のF1グランプリ中継に、東京のスタジオからの解説者として出演。経歴を生かし、F1の技術面・安全面や、スタッフやチームの歴史等に造詣が深い解説をおこなっている。
それ以前にも、2001年ブラジルGPの予選中継（CS）で、現地からの映像が届かなかった間スタジオに登場している。
2008年11月、モータースポーツ以外のことにも博識なことから、親交のあるイラストレーター垂井ひろしが京都知恩院で開催していた『墨のF1 イラスト展 at知恩院』にゲスト出演。F1ブラジルGP生放送終了後、東京お台場のスタジオより京都に直行、仏教とモータースポーツに関するテーマの講演会を行った。
2015年にはスーパーフォーミュラの「オフィシャルコメンテーター」に就任。2016年から亡くなる2025年までは、ネット配信DAZNのF1番組で解説を担当した。
英語のみならず、イタリア語も解する。
F1以外にもインディカーやWEC、飛行機、鉄道などにも詳しいが、いわゆる「鉄道ファン」ではない。
2022年2月24日、YouTubeで『オグシゲ・チャンネル』を開設した。
2025年5月14日、心臓突然死のため、自宅で死去した。62歳没。亡くなる数日前までサーキットで取材活動を行っており、レース中継への出演予定も入れていた矢先の急逝となった。

## 出演

### テレビ番組
- F1グランプリ（フジテレビNEXT）
- GP2中継（フジテレビNEXT）
- インディカー・シリーズ（GAORA）[7]

### ラジオ番組
- 松田次生と小倉茂徳のモーターホームレディオ　らじこん

### インターネット番組
- DAZN F1中継

### Webサイトにおける連載・寄稿等
- オグたん式「F1の読み方」(Impress Watch内「Car Watch」)
- OCNスポーツ内F1関連コラム